# Kim Ha-neul
Kim Ha-neul (김하늘?, Gim Ha-neulLR, Kim HanŭlMR; Seul, 21 febbraio 1978) è un'attrice sudcoreana.

## Filmografia

### Cinema
- Bai Jun (바이 준), regia di Choi Ho (1998)
- Doctor K (닥터 K), regia di Kwak Kyung-taek (1999)
- Donggam (동감), regia di Kim Jeong-gwon (2000)
- Donggamnaegi gwa-oehagi (동갑내기 과외하기), regia di Kim Kyeong-hyeong (2003)
- Geunyeoreul midji maseyo (그녀를 믿지 마세요), regia di Bae Hyeong-jun (2004)
- Bing-u (빙우), regia di Kim Eun-seok (2004)
- Ryeong (령), regia di Kim Tae-kyeong (2004)
- Cheongchun-manhwa (청춘만화), regia di Lee Han (2006)
- 6nyeonjjae yeon-aejung (6년째 연애중), regia di Park Hyeon-jin (2008)
- Chilgeup gongmuwon (7급 공무원), regia di Shin Tae-ra (2009)
- Pyeong-yangseong (평양성), regia di Lee Joon-ik (2011)
- Blind (블라인드), regia di Ahn Sang-hoon (2011)
- Neoneun pet (너는 펫), regia di Kim Byeong-gon (2011)
- Nareul itji mar-a-yo (나를 잊지 말아요), regia di Lee Yoon-jung (2016)
- Yeogyosa (여교사), regia di Kim Tae-yong (2016)
- Making Family (메이킹 패밀리), regia di Jo Jin-mo (2016)
- Yeogyosa (여교사), regia di Kim Tae-yong (2016)
- Singwa Hamgge - Joewa Beol (신과함께 - 죄와 벌), regia di Kim Yong-hwa (2017)

### Televisione
- Happy Together (해피 투게더) – serie TV (1999)
- Haetbit sog-euro (햇빛 속으로) – serie TV (1999)
- Bimil (비밀) – serie TV (2000)
- Piano (피아노) – serie TV (2001)
- Romance (로망스) – serie TV (2002)
- Yurihwa (유리화) – serie TV (2004)
- 90il, saranghal sigan (90일, 사랑할 시간) – serie TV (2006)
- On Air (온 에어) – serie TV (2008)
- Telecinema – serie TV, episodio 1x6 (2009)
- Road No. 1 (로드 넘버원) – serie TV (2010)
- Sinsa-ui pumgyeok (신사의 품격) – serie TV, 20 episodi (2012)
- Gonghangganeun gil (공항 가는 길) – serie TV (2016)
- Baram-i bunda (바람이 분다?) – serie TV, 16 episodi (2019)
- 18 Again (18 어게인?) – serie TV, 16 episodi (2020)

## Premi e candidature
| Anno | Premio                        | Categoria                                               | Opera                    | Risultato       |
| ---- | ----------------------------- | ------------------------------------------------------- | ------------------------ | --------------- |
| 2001 | SBS Drama Awards              | Premio della popolarità                                 | Piano                    | Vincitore/trice |
| 2002 | MBC Drama Awards              | Top Excellence Award - Attrice                          | Romance                  | Vincitore/trice |
| 2003 | Baeksang Arts Awards          | Attrice più popolare                                    | Donggabnaegi gwaoehagi   | Vincitore/trice |
| 2004 | Baeksang Arts Awards          | Miglior attrice                                         | Geunyeoreul midji maseyo | Vincitore/trice |
| 2004 | Blue Dragon Film Awards       | Miglior attrice                                         | Geunyeoreul midji maseyo | Candidato/a     |
| 2008 | Korea Fashion & Design Awards | Meglio vestita                                          | -                        | Vincitore/trice |
| 2008 | Blue Dragon Film Awards       | Popular Star Award                                      | 6nyeonjjae yeon-aejung   | Vincitore/trice |
| 2008 | Korea Drama Awards            | Top Excellence Award - Attrice                          | On Air                   | Vincitore/trice |
| 2008 | SBS Drama Awards              | Top 10 Stars                                            | On Air                   | Vincitore/trice |
| 2008 | SBS Drama Awards              | Top Excellence Award - Attrice                          | On Air                   | Vincitore/trice |
| 2009 | Blue Dragon Film Awards       | Miglior attrice                                         | Chilgeup gongmuwon       | Candidato/a     |
| 2011 | Premio Daejong                | Miglior attrice                                         | Blind                    | Vincitore/trice |
| 2011 | Blue Dragon Film Awards       | Miglior attrice                                         | Blind                    | Vincitore/trice |
| 2012 | K-Drama Star Awards           | Excellence Award - Attrice                              | Shinsa-ui Poomgyuk       | Candidato/a     |
| 2012 | SBS Drama Awards              | Top 10 Stars                                            | Shinsa-ui Poomgyuk       | Vincitore/trice |
| 2012 | SBS Drama Awards              | Premio della popolarità                                 | Shinsa-ui Poomgyuk       | Vincitore/trice |
| 2012 | SBS Drama Awards              | Top Excellence Award - Attrice in una serie del weekend | Shinsa-ui Poomgyuk       | Vincitore/trice |